# 윤주영 (1928년)
윤주영(尹冑榮, 1928년 7월 26일~2025년 1월 6일)은 대한민국의 교육자, 언론인, 정치인이다. 본관은 해평(海平), 호는 월천(月泉)이다.
일제 강점기 조선 경기도 장단에서 출생했다. 1961년 조선일보 편집국장을 지내다가 그만두고 1963년 민주공화당 선전부장으로 정계에 입문하였다. 이후 제12·13대 무임소 및 문화공보부 장관, 제9대 국회의원을 역임했다.

## 학력
- 1951년 고려대학교 정치학과 학사
- 1953년: 고려대학교 대학원 정치학과 정치학 석사 수료
- 1956년: 미국 컬럼비아 대학교 대학원 언론학 석사 수료

## 약력
- 1960년 중앙대학교 교수
- 1960년 조선일보 논설위원
- 1961년 조선일보 편집국장
- 1963년 민주공화당 당무위원 겸 선전부장
- 1963년 민주공화당 총재비서실장
- 1964년 민주공화당 사무차장
- 1965년~1966년 무임소장관
- 1967년 9월 16일 주 칠레 대사(에콰도르, 콜롬비아 겸임 대사)에 임명[1]
- 1970년 대통령 공보수석비서관
- 1971년~1974년 문화공보부 장관
- 1976년~1979년 제9대 국회의원(유신정우회)
- 1985년 조선일보 이사
- 방일영문화재단 이사장

## 역대 선거 결과
| 실시년도 | 선거 | 대수 | 직책     | 선거구           | 정당       | 득표수 | 득표율      | 순위 | 당락 | 비고 |
| -------- | ---- | ---- | -------- | ---------------- | ---------- | ------ | ----------- | ---- | ---- | ---- |
| 1973년   | 총선 | 9대  | 국회의원 | 통일주체국민회의 | 유신정우회 |        | \| \| 0% \| | 지명 |      | 초선 |
|          | 0%   |      |          |                  |            |        |             |      |      |      |

## 가족 관계
- 부인(~2023년 12월 20일)
  - 자녀: 윤미혜, 윤원섭, 윤기섭